# Astragalus maraziensis
Astragalus maraziensis är en ärtväxtart som beskrevs av Rza Jakhja Ogly Rzazade. Astragalus maraziensis ingår i släktet vedlar, och familjen ärtväxter. Inga underarter finns listade i Catalogue of Life.